# Szosse Entuziastow
Szosse Entuziastow (ros. Шоссе Энтузиастов – Szosa Entuzjastów) – stacja moskiewskiego metra linii Kalinińskiej (kod 081). Nazwana od ulicy (Szosa Entuzjastów) w pobliżu której się znajduje. Wyjścia prowadzą na ulice Szosse Entuziastow, Elektrodnaja, Elektrodnij Projezd, Plechanowa i do parku Izmajłowskiego (jednego z największych parków leśnych w Moskwie, dawniej Park Stalina).

## Wystrój i podział
Stacja jest trzykomorowa, jednopoziomowa, posiada jeden peron. Motywem przewodnim jest walka o wolność w Rosji. 8 par masywnych kolumn pokryto niebiesko-szarym i czerwonym marmurem w różnych odcieniach i czarnym granitem u podstaw. Podłogi wyłożono szarym i czerwonym marmurem. Ściany nad torami obłożono jasnym i szarym granitem. Kolor ścian zmienia się od jasnożółtego na końcu stacji (gdzie znajduje się rzeźba Płomień Wolności) do ciemnoszarego przy wyjściu ze stacji. Rzeźba przedstawia ludzkie ręce z pękniętymi łańcuchami wzniesionymi w stronę słońca.